# Amina 21F81
Amina 21F81 – organiczny związek chemiczny z grupy amin pierwszorzędowych. Może być stosowana jako rozpuszczalnik przy ekstrakcji tytanu(IV) z roztworów siarczanowych i pierwiastków ziem rzadkich, m.in. ceru, toru, lantanu, prazeodymu, neodymu i samaru z roztworzonego monacytu. Wykorzystuje się ją przy tym rozcieńczoną w rozpuszczalnikach węglowodorowych (kerozynie), także z dodatkiem innych substancji, np. oktanolu.